# Bundestag (Confédération germanique)
Pour les articles homonymes, voir Assemblée fédérale.

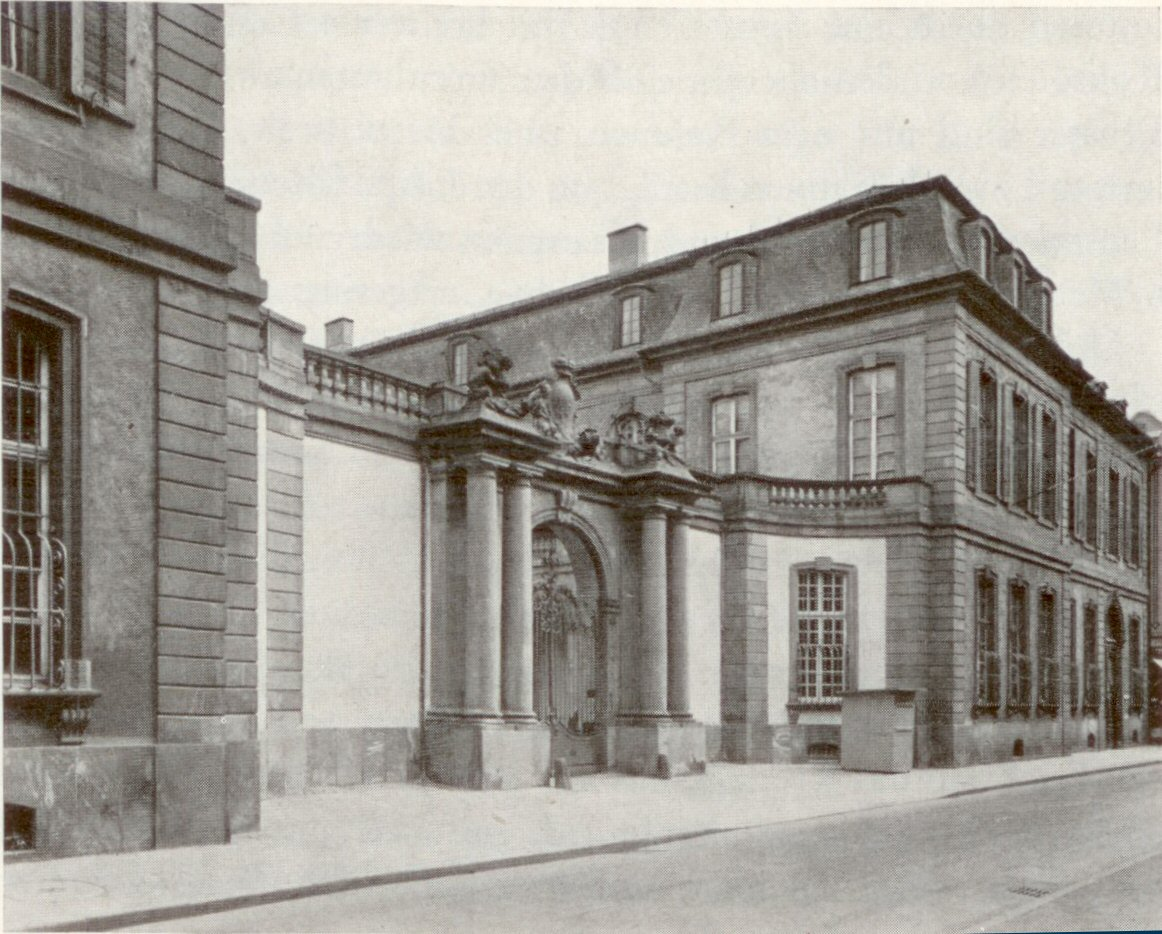
Le Palais Thurn und Taxis à Francfort-sur-le-Main, siège du Bundestag.

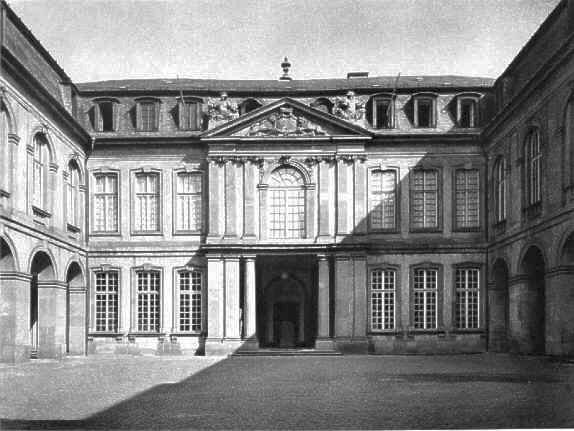
Corps de Logis du palais

Le Bundestag, ou Bundesversammlung, qu'on peut traduire par Assemblée fédérale, est l'organe décisionnel central de la Confédération germanique.
Il s'agit d'une assemblée permanente de représentants des différents États membres, qui siège de 1815 à 1848 puis de 1851 à 1866, la période de la révolution de Mars l'ayant remplacée par le Parlement de Francfort.
C'est à l'époque la seule institution centralisée en Allemagne.
L'assemblée naît au congrès de Vienne, qui après les guerres napoléoniennes tente d'établir un équilibre politique en Europe afin de garantir la paix. Le Bundesakte, qui est à la fois le rapport final du congrès et l'acte fondateur de la Confédération germanique, prévoit l'établissement de constitutions dans les États membres allemands.
Les États allemands, les 37 principautés et les 4 villes libres, très attachés à leur souveraineté, n'arrivent pas à trouver un accord pour faire renaître le Saint-Empire germanique qui avait été dissous en 1806. En conséquence, l'acte fondateur de la confédération de 1815 prévoit l'établissement du Bundestag réunissant des diplomates des différents États membres de manière permanente afin de remplacer les diètes d'Empire.
Il prend place dans le palais Thurn und Taxis de Francfort-sur-le-Main une fois par semaine à partir du 5 novembre 1816.
Un conseil restreint (Engerer Rat) est créé en parallèle. Il s'agit d'une sorte de gouvernement fédéral aux pouvoirs très limités. Les décisions y sont prises à la majorité simple. Ses décisions sont ensuite portées devant l'assemblée plénière, qui décide à une majorité de deux tiers, sauf pour les affaires concernant les lois fondamentales et la religion, qui doivent être prises à l'unanimité. La présidence du Bundestag est assurée par l'empereur d'Autriche.
Les décisions du Bundestag lient les États membres, qui doivent toutefois les mettre en application eux-mêmes, la Confédération germanique n'ayant pas à proprement parler d'exécutif. La plupart des compétences restent dans les mains des États membres : monnaie, douane, police, armée...
Le conseil restreint est constitué de 17 voix : les 11 plus grands États allemands disposent chacun d'une voix (dite "voix virile") : l'Autriche, la Prusse, la Bavière, la Saxe, le Wurtemberg, le Hanovre (alors en union personnelle avec le Royaume-Uni), le Bade, le Hesse-Cassel, le Hesse-Darmstadt,
le Holstein (en union personnelle avec la couronne de Danemark) et le Luxembourg (en union personnelle avec la couronne des Pays-Bas). Les 6 voix restantes sont partagées entre les autres États membres, regroupés en curies :
- Les Duchés saxons (Saxe-Weimar-Eisenach, Saxe-Cobourg, Saxe-Gotha, Saxe-Meiningen et Saxe-Hildburghausen)
- Brunswick et Nassau
- Mecklembourg-Schwerin et Mecklembourg-Strelitz
- Oldenbourg et les maisons d'Anhalt et de Schwarzbourg (Duché d'Anhalt-Dessau, Duché d'Anhalt-Bernbourg, Duché d'Anhalt-Köthen, Schwarzbourg-Sondershausen et Schwarzbourg-Rudolstadt)
- Les principautés de Hohenzollern-Hechingen et de Hohenzollern-Sigmaringen, Principauté de Reuss branche aînée et Principauté de Reuss branche cadette, le Liechtenstein, Lippe-Detmold, Schaumbourg-Lippe et Waldeck
- Les quatre villes libres : Lubeck, Francfort-sur-le-Main, Hambourg et Brême.

L'assemblée plénière compte 70 voix, réparties entre les États en fonction de leur population au sein des frontières fédérales. L'Autriche et les 5 royaumes reçoivent ainsi chacun 4 voix ; le Bade, Hesse-Cassel, Hesse-Darmstadt, Holstein et Luxembourg 3 voix ; le Brunswick, Mecklembourg-Schwerin et Nassau 2 voix ; et les 25 États restants 1 voix chacun.
La révolution de Mars oblige le Bundestag à déclarer que sa mission est finie en juillet 1848. Sa tâche et ses compétences sont transférées au Parlement de Francfort. Ce dernier est le premier parlement allemand élu. Il dispose également d'un exécutif : le Pouvoir central provisoire. Après l'échec de la révolution, le Bundestag est convoqué de nouveau en septembre 1850. La guerre austro-prussienne de 1866 y met définitivement fin, avec l'annexion de Francfort par la Prusse.
Ses compétences sont alors transmises au Reichstag de la Confédération de l'Allemagne du Nord, qui devient lui-même le Reichstag de l'Empire allemand après l'unification allemande en 1871.